# موکا، پورتوریکو
موکا (به انگلیسی: Moca) یک منطقهٔ مسکونی در ایالات متحده آمریکا است که در پورتوریکو واقع شده‌است.
 موکا ۱۳۳٫۰ کیلومتر مربع مساحت و ۴۰٬۱۰۹ نفر جمعیت دارد.